# Dvory nad Lužnicí
Dvory nad Lužnicí è un comune della Repubblica Ceca facente parte del distretto di Jindřichův Hradec, in Boemia Meridionale.